# Кудинка
Ку́динка — село в Україні, у Летичівській селищній громаді Хмельницького району Хмельницької області. Населення становить 184 осіб.
На місці с. Кудинка колись будо відоме Болохівське місто Кудин перша згадка про це місто згадується 1241 році в Іпатіївському літописі.

## Історія

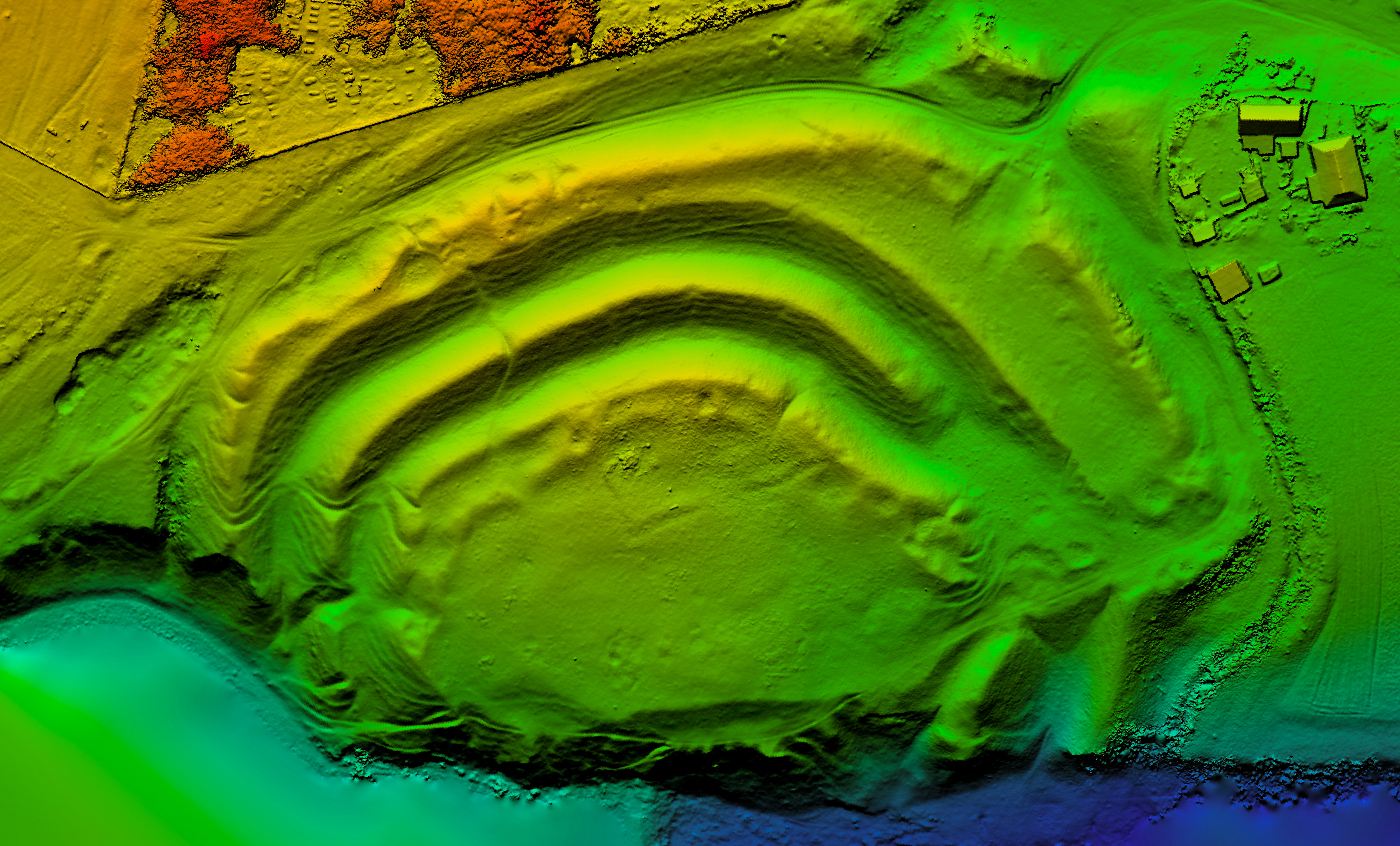
Цифрова модель місцевості городища Кудин

Кудинка заснована у ХІІ столітті. На місті нинішньої Кудинки був літописний город «Кудин», який належав Болохівським князям. Частина села понад Бугом називається Керданівкою. Вона мала свою окрему сільську адміністрацію, але в 60-х роках остаточно злилася з Кудинкою.
28-29 вересня 1604 року в селі зупинялося українсько-польське військо яке 20 червня 1605 року захопило Москву.
У 1616 році Керданівка приписувалась до Кудинки і належала Семеону Кастаро. Село відоме з 1616 року. На його околицях збереглися рештки давньо-руського Городища та літописного міста Болохівської землі Кудина, що було спалене монголо-татарами завойовниками (1241 року). Перекази стверджують, що в Керданівці була церква, де до 1962 року зберігалися камінні і дерев'яні хрести. Ґрунти чорноземні, глинисті. З корисних копалин в с. Кудинка є граніт. Церковновнопарафіяльна школа в Кудинці відкрита в 1861 році.
Є декілька версії походження звідки походить назви села Кудинка,  а саме: від Кудима — ріка, ліва притока Південного Бугу. Назву виводять від тюркського «степовий колодязь, копань». Гадають, утворена від скороченої основи куд- за допомогою суф. групи -инк(а). Але більш імовірно — від антропоніма Кудин.
7 (20) листопада 1917 року, відповідно до Третього Універсалу Української Центральної Ради, увійшло до складу Української Народної Республіки.
У 1921 році була утворена сільська рада. Село Кудинка було визволено від німецько- фашистських загарбників 8 березня 1944 року. В 1967 році в Кудинці побудовано клуб і бібліотеку. В 1982 році також побудовано промтоварний і продтоварний магазини, у яких працювали 6 продавців. В 1984 році побудовано ферму на 200 голів ВРХ. В 1989 році прокладено дорогу з твердим покриттям (асфальт). На території с. Кудинка, на лівому березі Південного Бугу, знаходяться земляні вали «Шанці», над самою річкою нагадують амфітеатр: мають чотири гребені, а посередині — майданчик.
В 1993 році колгосп було перейменовано. На загальних зборах колгоспників дали назву «Нива». 1995 році відбулось розпаювання земель колгоспу СТОВ «Нива». З 2002 року СТОВ «Нива» перейшов до ЗАТ АПО «Урожай». У вересні 2002 року було розірвано договір з ЗАТ АПО «Урожай». 20 грудня 2002 року в рахунок заборгованої заробітної плати працівники колгоспу забирають ВРХ. 2005—2006 роках СТОВ агрофірма «Кудинка» забирає землі запасу в сільській раді. 2006 року СТОВ агрофірма «Кудинка» взяла в оренду землі близько 100 пайовиків. Цього року на території с. Кудинка було встановлено мобільний зв'язок UMC. 20 жовтня 2007 року розпочато ремонт Кудинського сільського клубу та бібліотеки, а 22 лютого 2008 року відбулось відкриття після ремонту. В с. Кудинка проживає найстаріша жителька Підкамінська Марія М., якій в 2011 році виповнилося 100 років.
Перші місцеві вибори старост сіл Летичівської селищної об'єднаної територіальної громади, відбулися в селі Кудинка 12 червня 2016 року.
З 12.06.16р. –Кудинський старостинський округ  до якого входять такі села: Кудинка, Рожни, Свічна та Новокостянтинів.
17 серпня 2019 року в с.Кудинка на березі річки Південний Буг відбувся фестиваль народної творчості. 27 серпня 2019р. був проведенний оптовий інтернет(Wi-Fi) від Укртелекому.
Колишнній орган місцевого самоврядування — Кудинська сільська рада.
12 червня 2020 року, відповідно до розпорядження Кабінету Міністрів України № 727-р «Про визначення адміністративних центрів та затвердження територій територіальних громад Хмельницької області», увійшло до складу Летичівської селищної територіальної громади.
19 липня 2020 року, в результаті адміністративно-територіальної реформи та ліквідації Летичівського району, село увійшло до складу новоутвореного Хмельницького району.
1.06.23р. приїджає з Хмельницького пересувне відділення пошти індекс 31516.

## Галерея

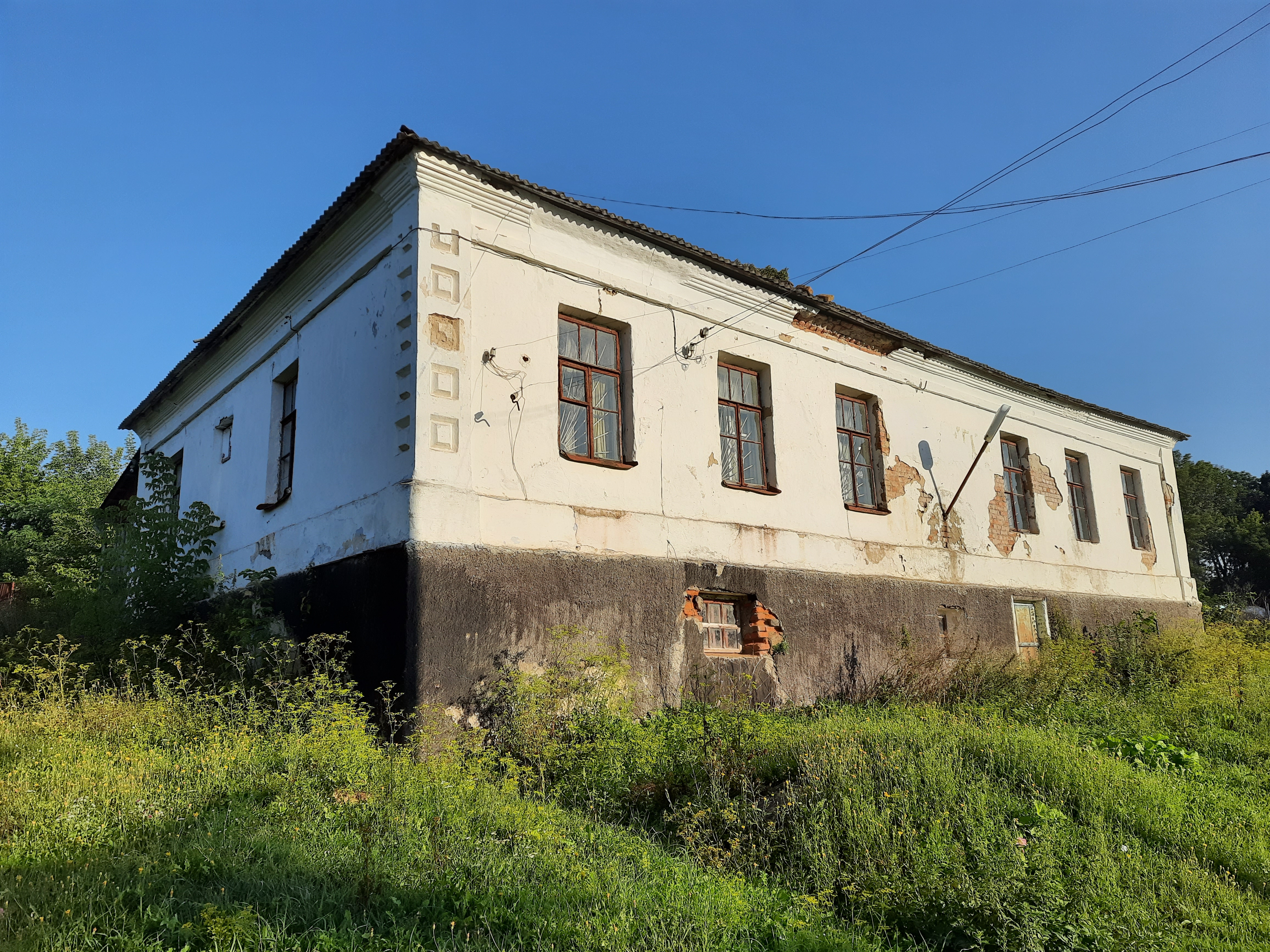
Будівля колишньої школи
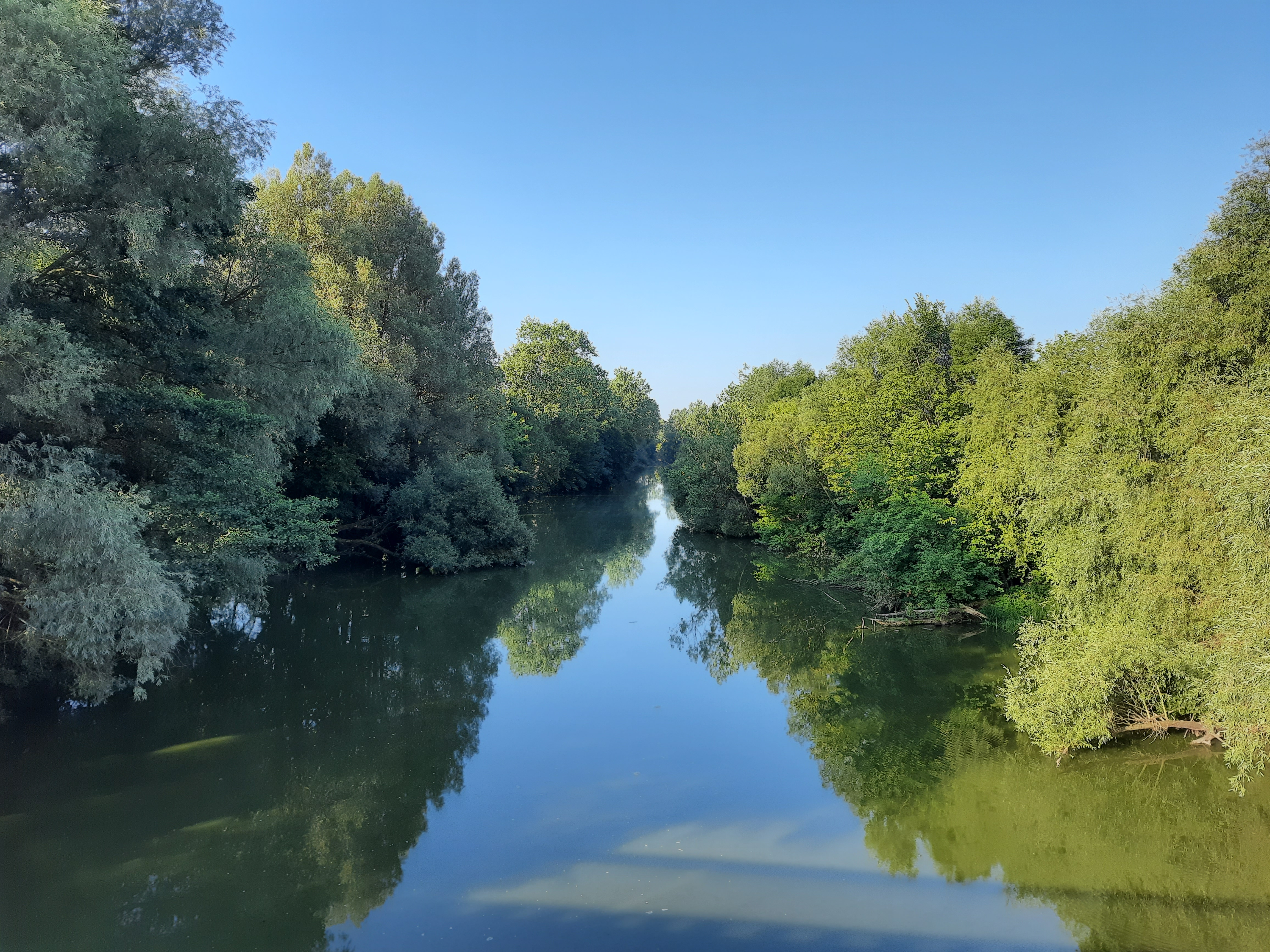
Річка Південний Буг біля села
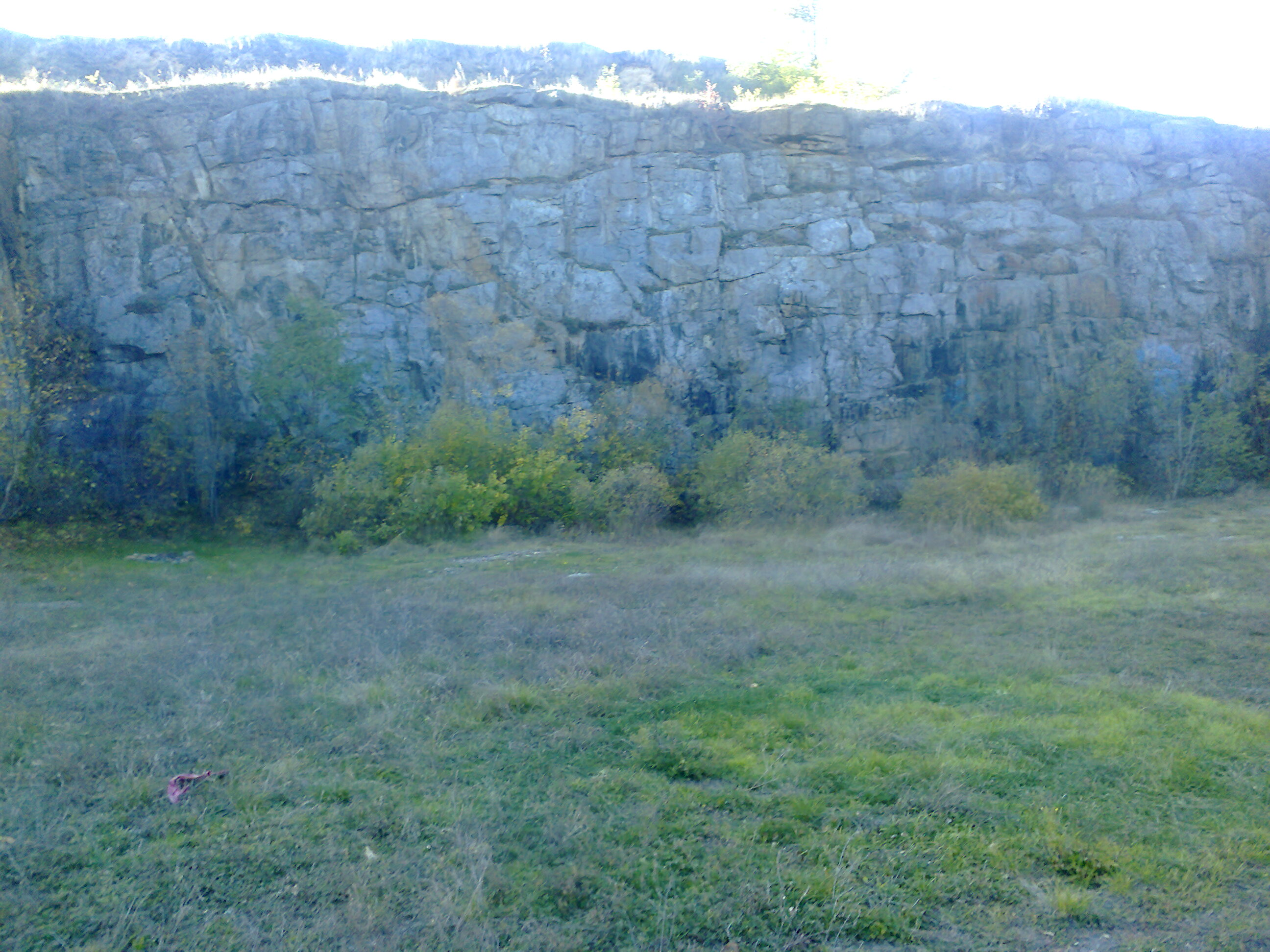
Гранітний кар ҆єр 2
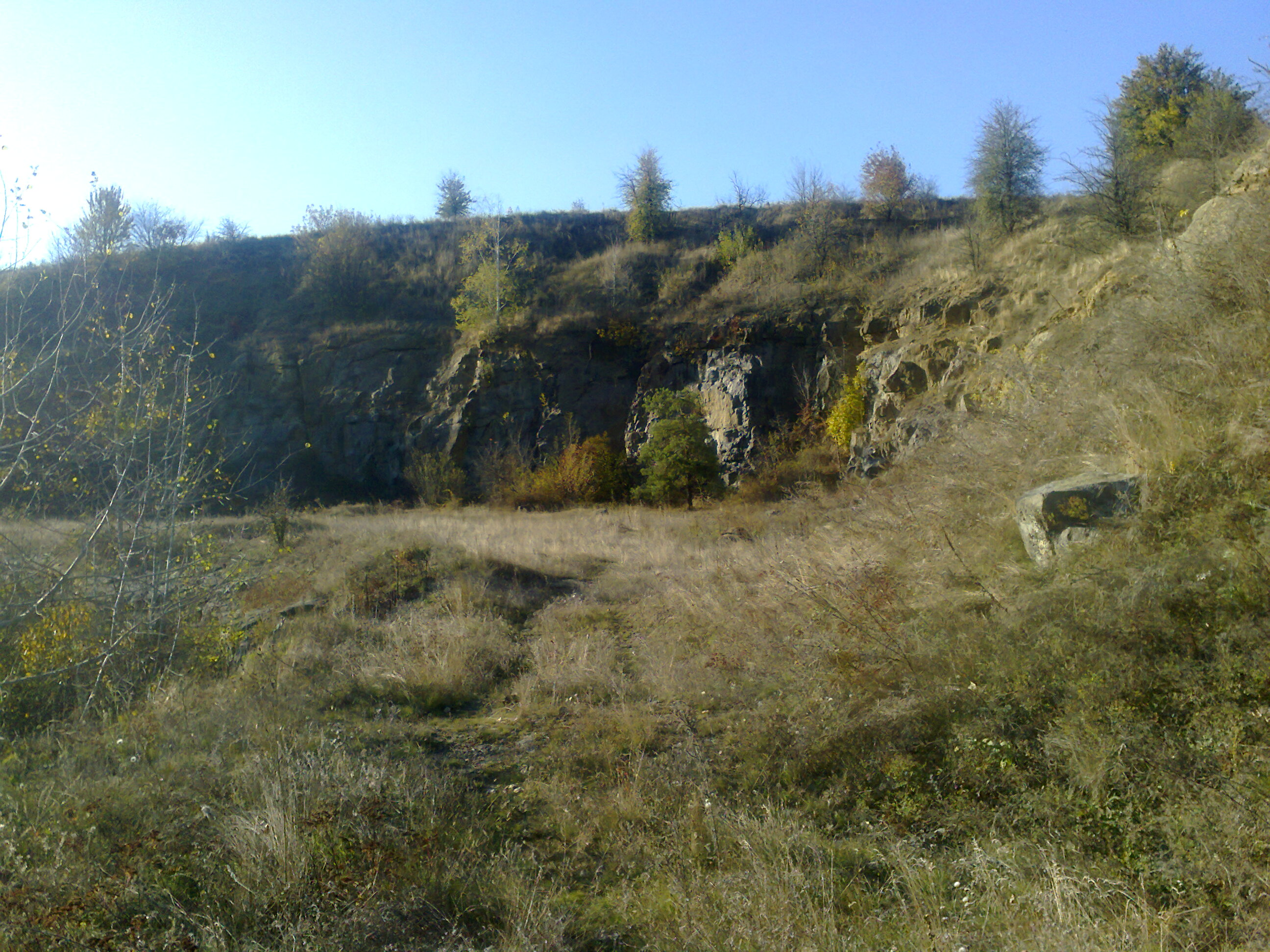
Гранітний кар ҆єр 1
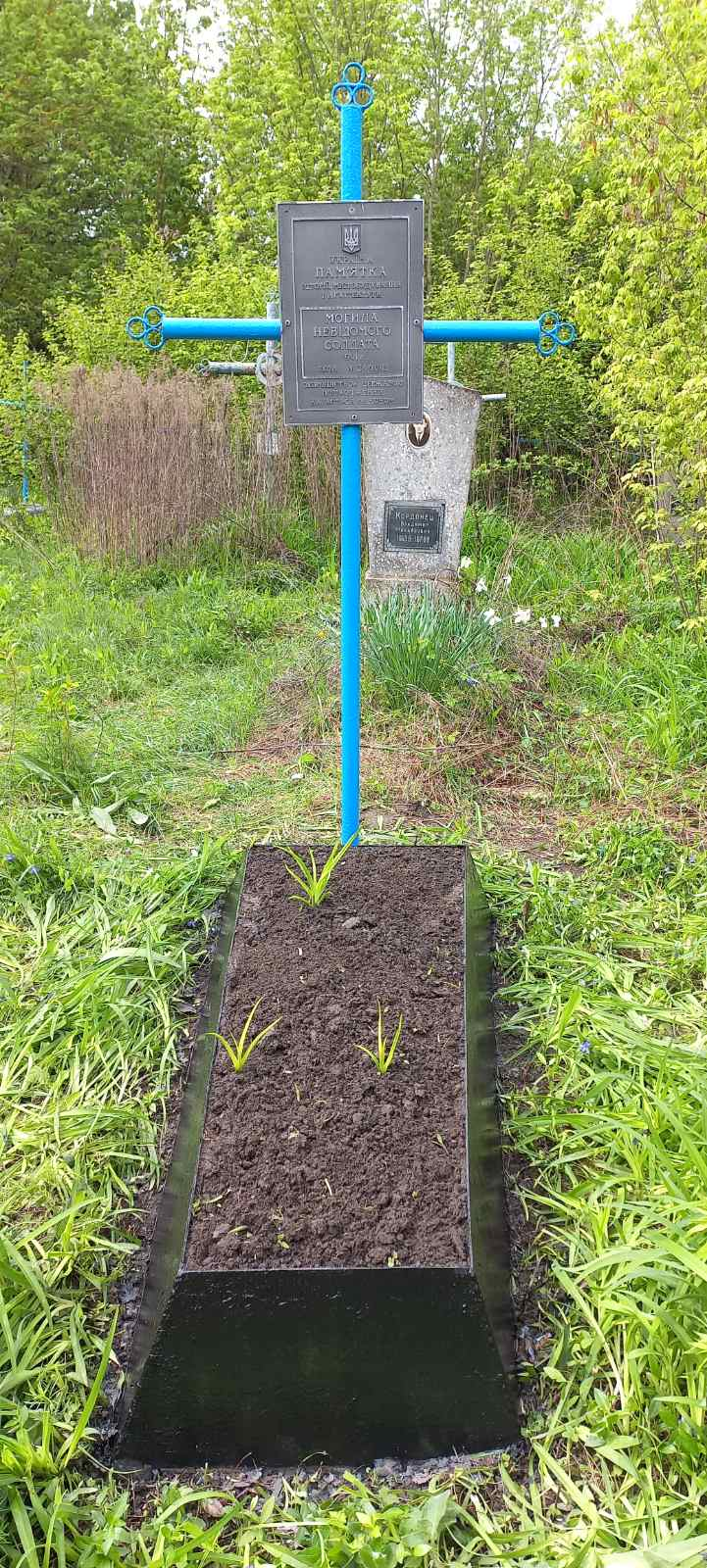
Могила невідомого солдата 1941 р.
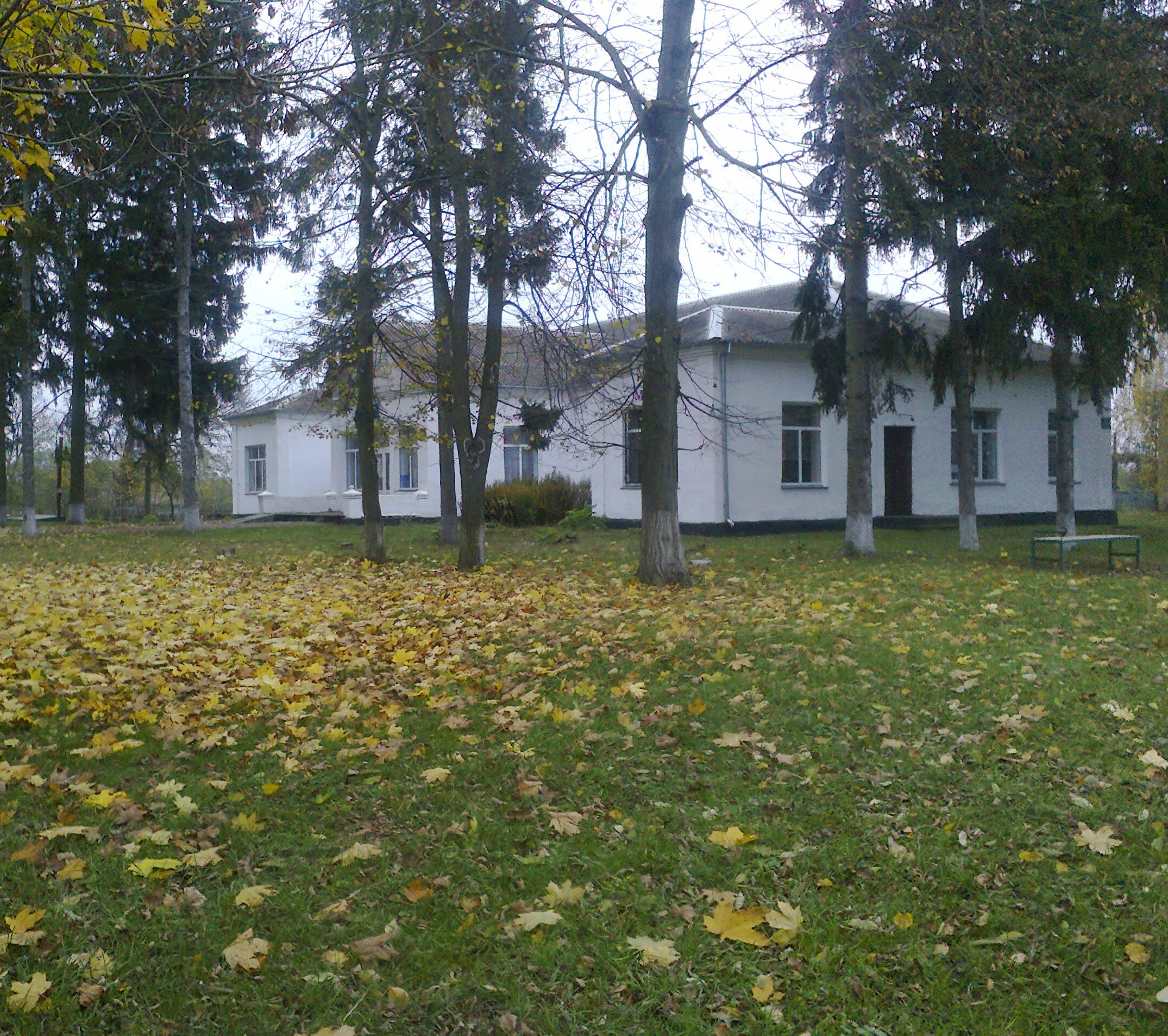
Клуб
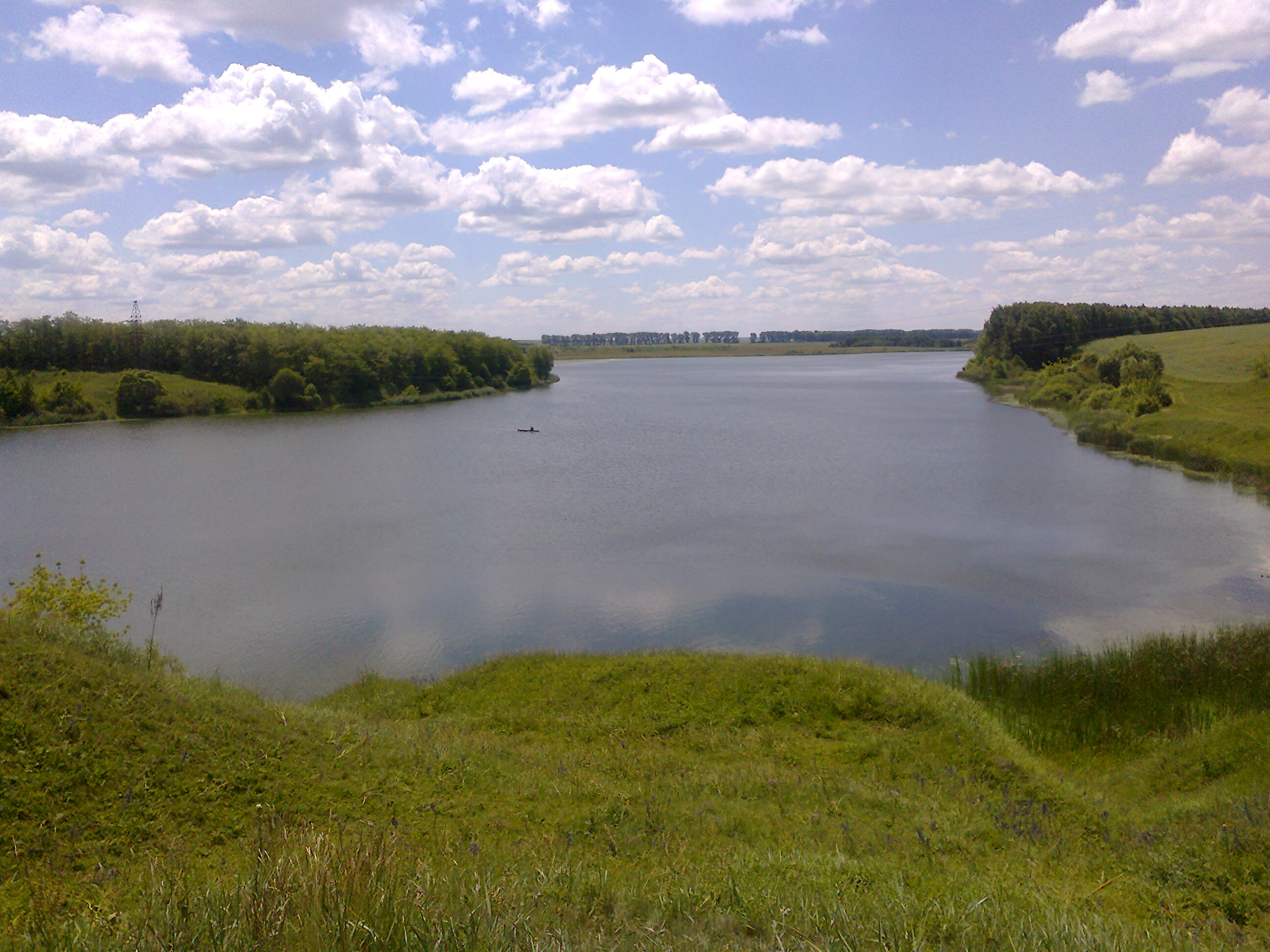
річка Південний Буг
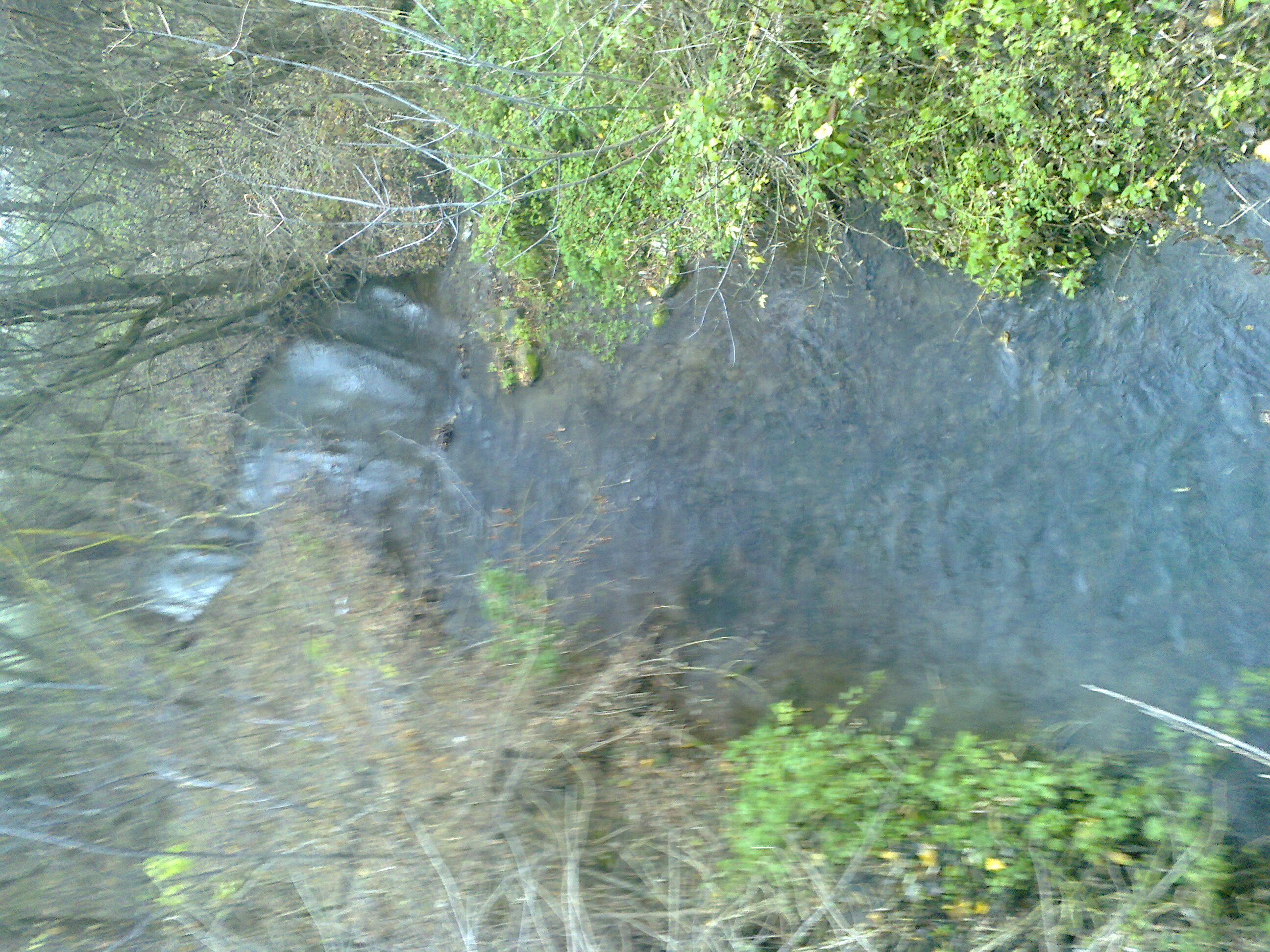
р. Кудима
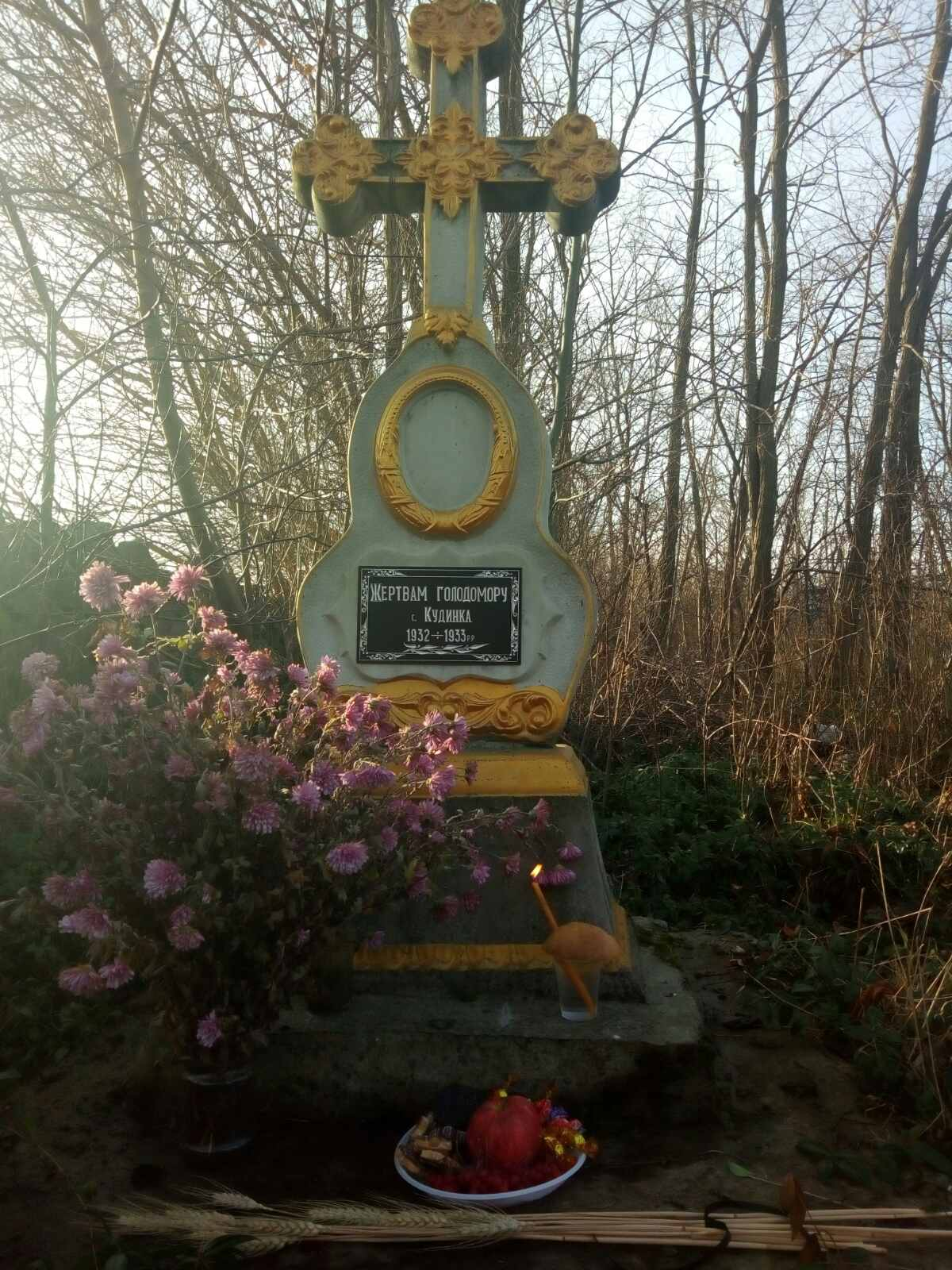
Пам'ятний знак голодомору 1932-1933 с.Кудинка
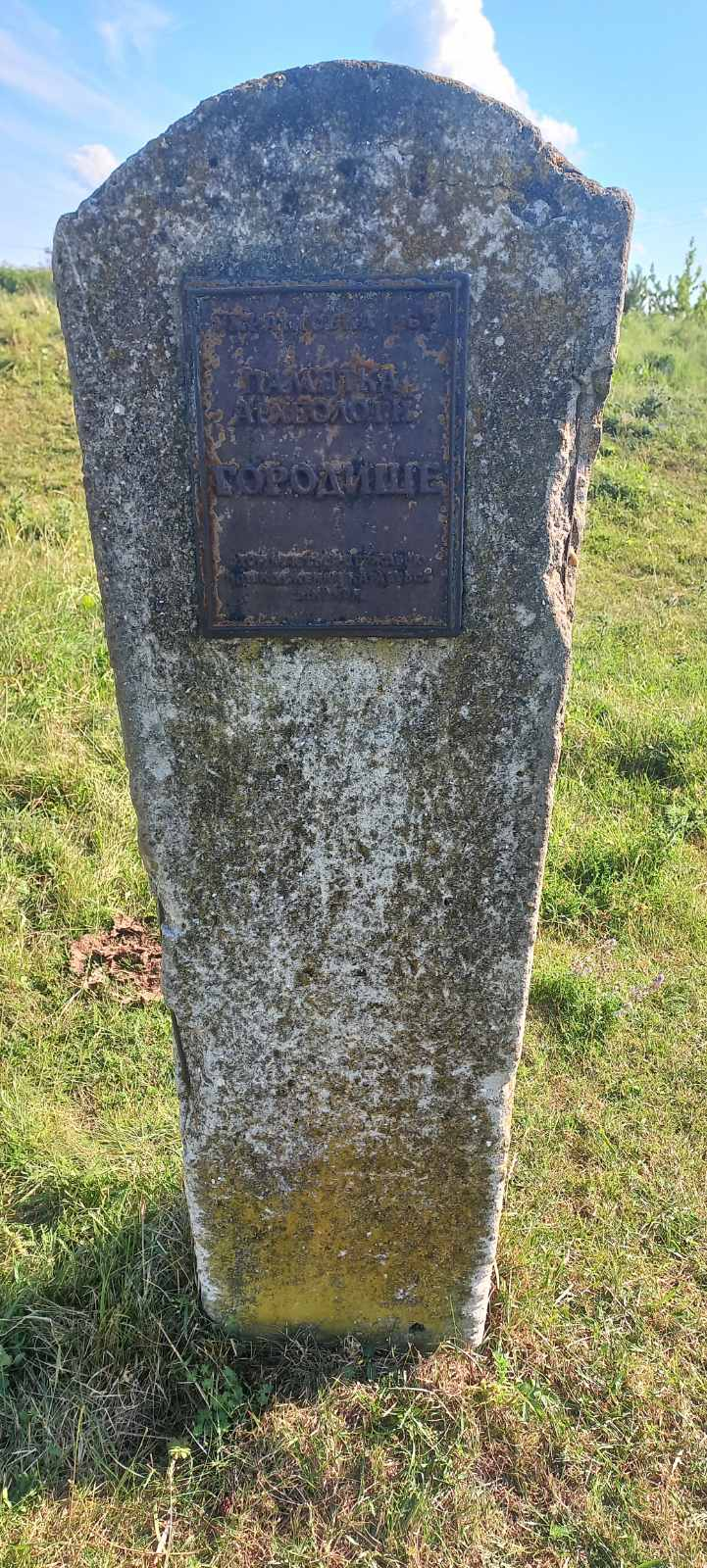
Пам ҆ятка археогології Городище
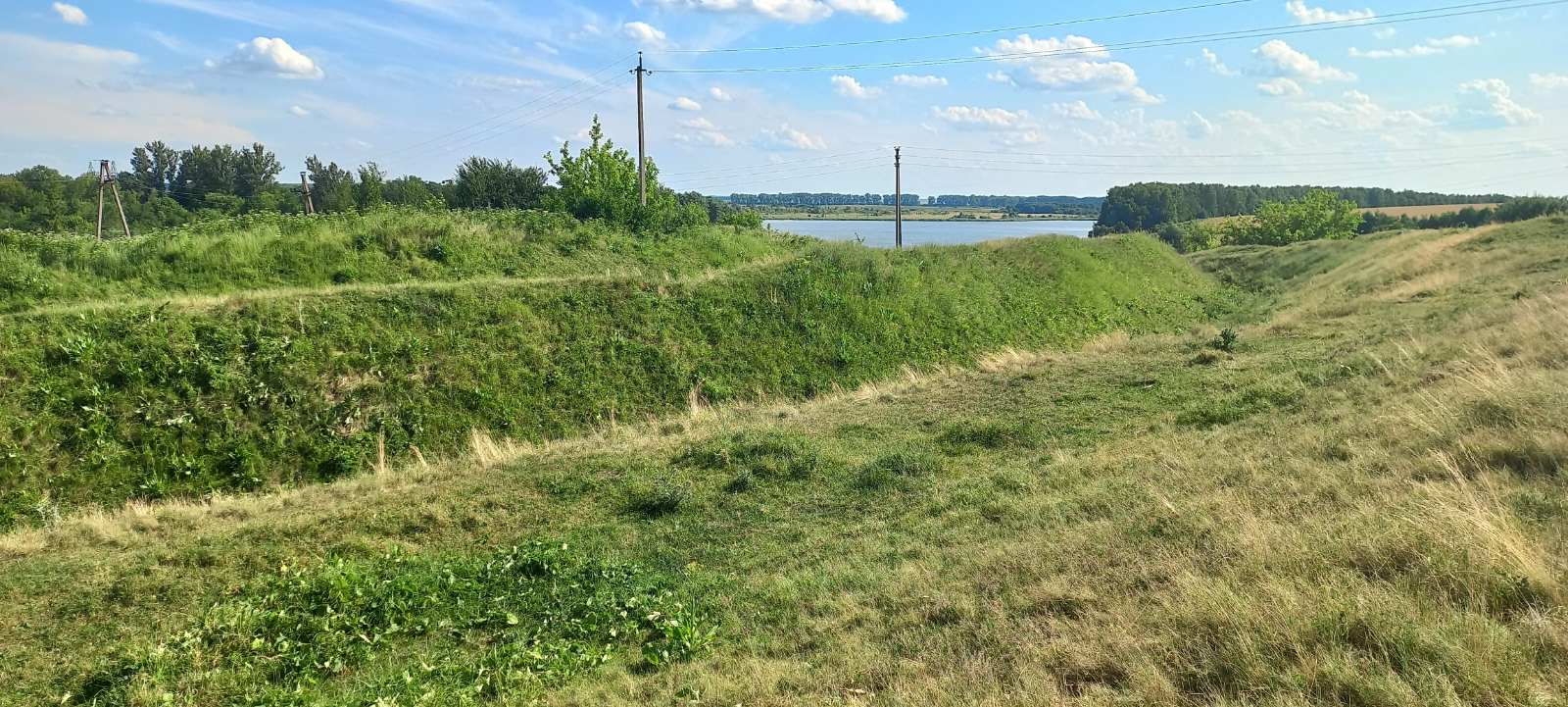
Вали (фото 1)
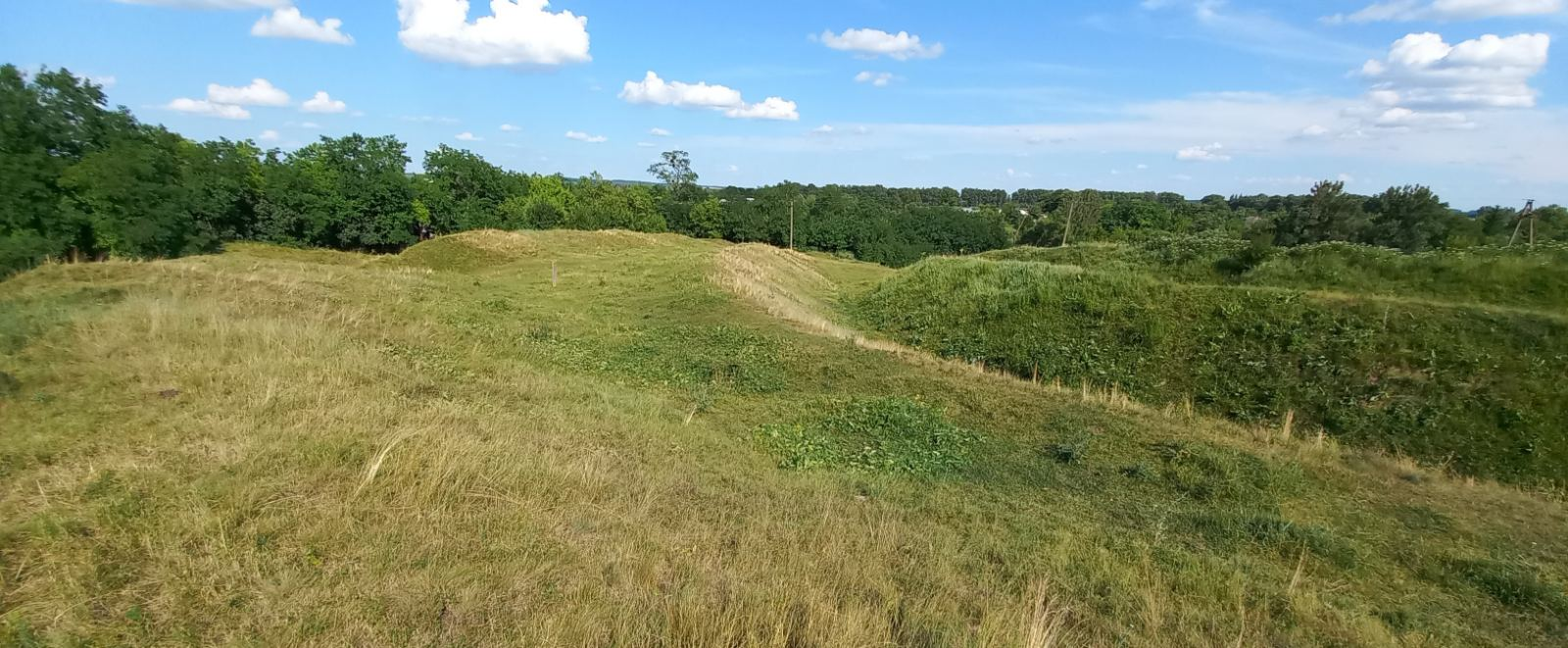
Вали (фото 2)
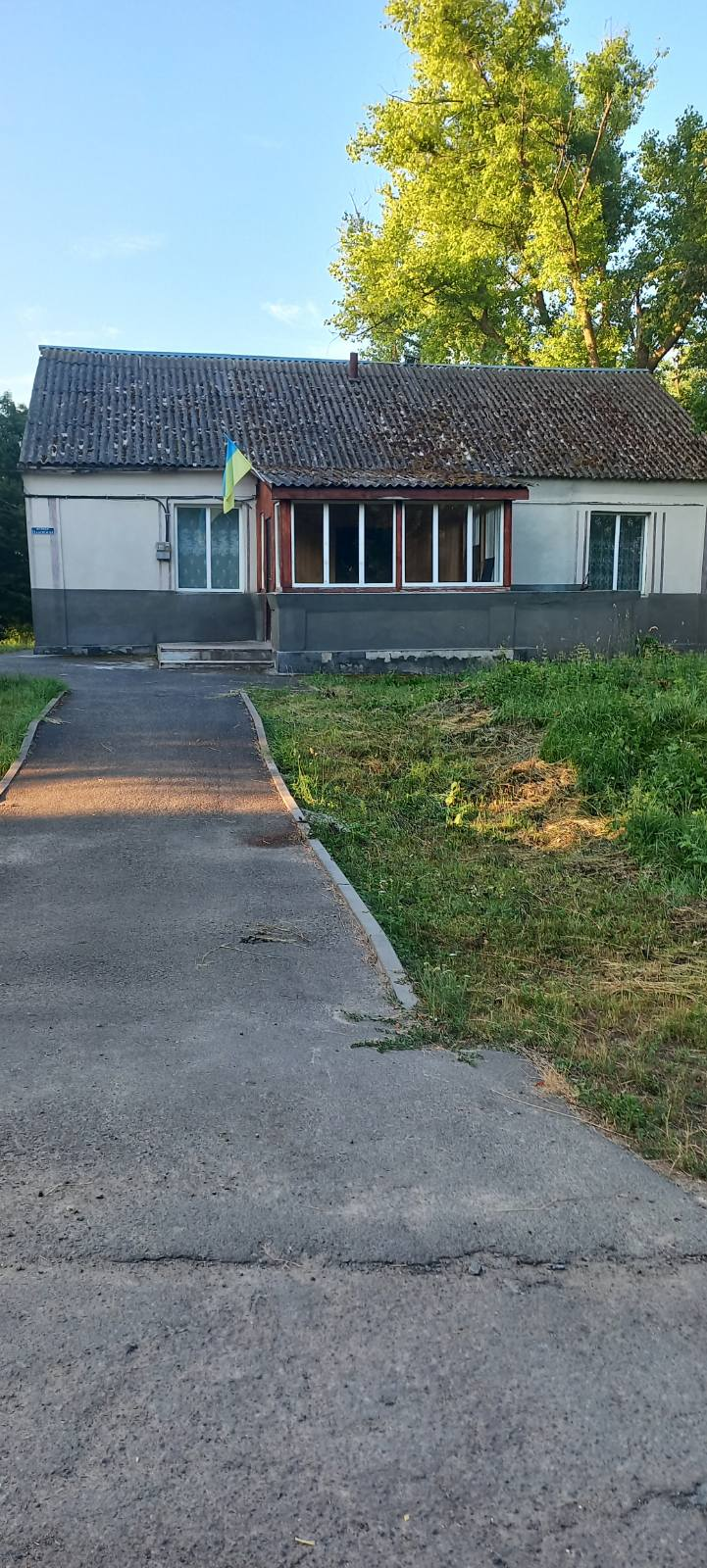
Кудинський старостат
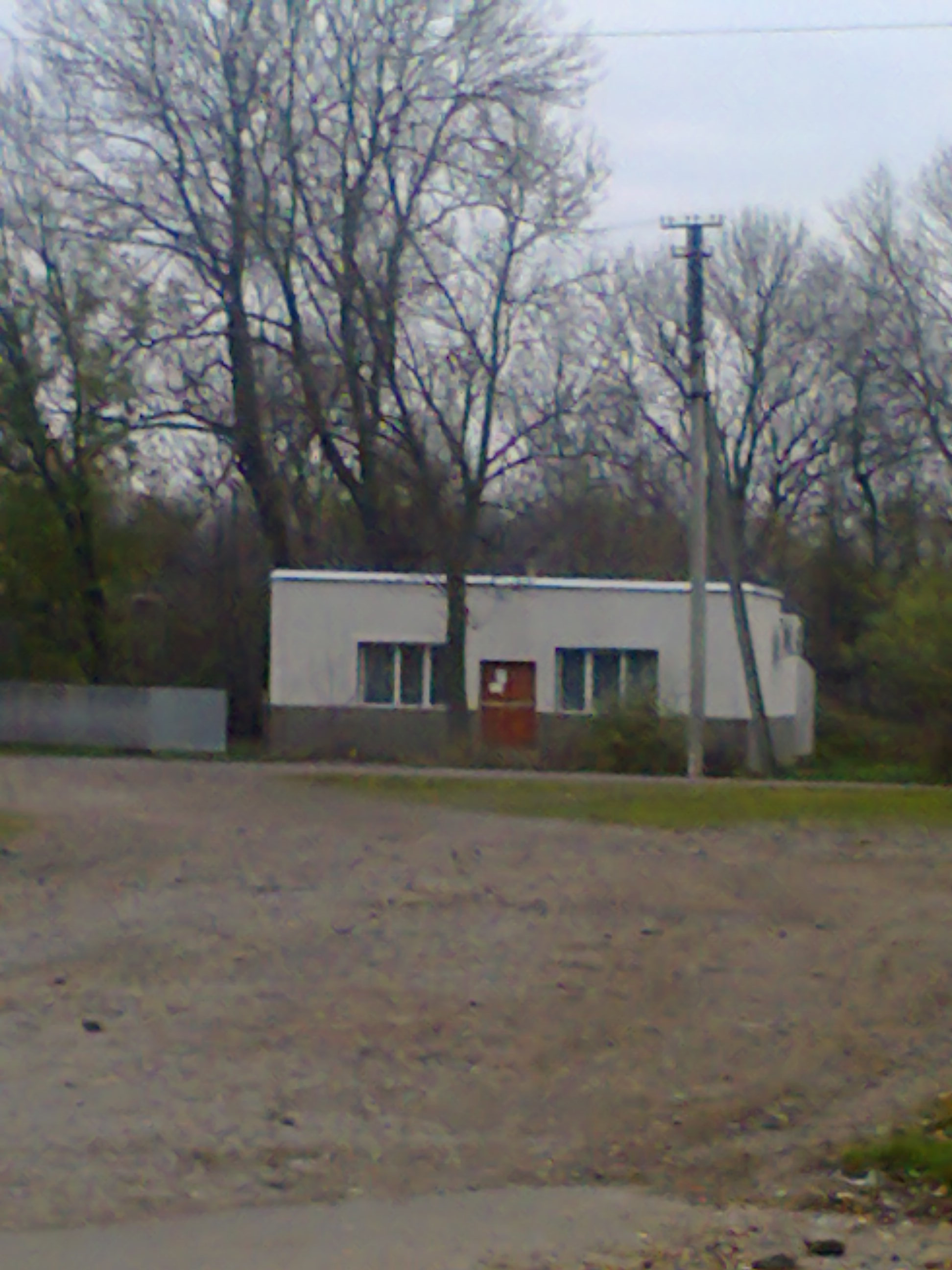
Магазин